# 元冏
元冏（484年—510年1月19日），字昙朗，河南郡洛阳县（今河南省洛阳市）人，追尊魏景穆帝拓跋晃曾孙，征西大将军、內都大官、阳平幽王拓跋新成之孙，青州刺史、阳平惠王元颐第二子，北魏宗室、官员。
元颐去世后，元冏承袭为阳平王，官至辅国将军、汲郡太守，永平二年十二月廿四日（510年1月19日），元冏在汲郡去世，虚岁二十七，朝廷追赠持节、征虏将军、东豫州刺史，谥号恭王，永平四年岁次大火二月丁卯朔十八日甲申（511年4月1日），葬于西陵。

## 儿子
- 元宗胤，袭封阳平王，后因杀叔父，被赐死，阳平国被撤除